# ويليام إرنست كوك
ويليام إرنست كوك (بالإنجليزية: William Ernest Cooke)‏ (و. 1863 – 1947 م) هو عالم فلك ولد في أديليد .
توفي عن عمر يناهز 84 عاماً.